# 藍鰭鰺
藍鰭鰺，又稱黑尻鰺、黃臂鰺，俗名為甘仔魚，為輻鰭魚綱鱸形目鱸亞目鰺科的其中一個種。

## 分類及命名
本種首先由著名的法國博物學家Georges Cuvier於1833年根據印度尼西亞Waigio收集的標本進行科學描述，其中一個被指定為模式種。他將這種物種命名為Caranx melampygus，在Cuvier的初步描述之後，該物種被獨立地重新描述並命名七次，所有這些名稱在1836年和1895年之間發表。名稱C. bixanthopterus和C. stellatus經常在文獻中使用。該物種的分類最終由弗雷德里克·貝里於1965年修訂，他將這兩個名稱解析為C. melampygus的同義詞，並將其他幾個名字與C. melampygus同義。根據ICZN命名規則，這些後來的名稱被認為是C. melampygus的初級同義詞並且被視為無效。

## 分布
本魚分布於印度太平洋區，包括東非、模里西斯、塞席爾群島、馬爾地夫、斯里蘭卡、馬達加斯加、印度、馬來西亞、泰國、孟加拉灣、安達曼海、日本、台灣、中國沿海、菲律賓、緬甸、印尼、馬里亞納群島、馬紹爾群島、密克羅尼西亞、新幾內亞、澳洲、新喀里多尼亞、法屬波里尼西亞、夏威夷群島、鳳凰群島、所羅門群島、斐濟群島、萬那杜、東加、薩摩亞群島、加拉巴哥群島、下加利福尼亞半島、厄瓜多、巴拿馬等海域，深度1至190公尺。

## 特徵
本魚體呈橢圓形而側扁，其背側輪廓比腹側輪廓稍微凸出，特別是在前面。這種輕微的凸起導致該物種比同屬的其他成員具有更尖的口鼻。眼睛被中度弱發達的脂肪眼瞼覆蓋，幼魚全身銀白色，無斑點，成魚體變黃綠色，密佈細小不等的黑色斑點，體上半部較多，下半部少，腹部近於銀白色。老成魚的黑色斑點更多、更密。幼魚第二背鰭、臀鰭的前方鰭條等長，老成魚第二背鰭前方鰭條較長，變成鐮刀狀。稜鱗向前可達第二背鰭起點下方。上頜包含一系列堅固的外部犬齒，內部帶有較小的牙齒，而下顎包含一排寬間隔的錐形牙齒，有25至29個鰓耙，有24個椎骨。第一背鰭有硬棘8枚，第二背鰭有硬棘1枚、軟條22至24枚；臀鰭有硬棘1枚、軟條18至20枚；稜鱗數目在34至38枚之間。體長可達1公尺。

## 生態

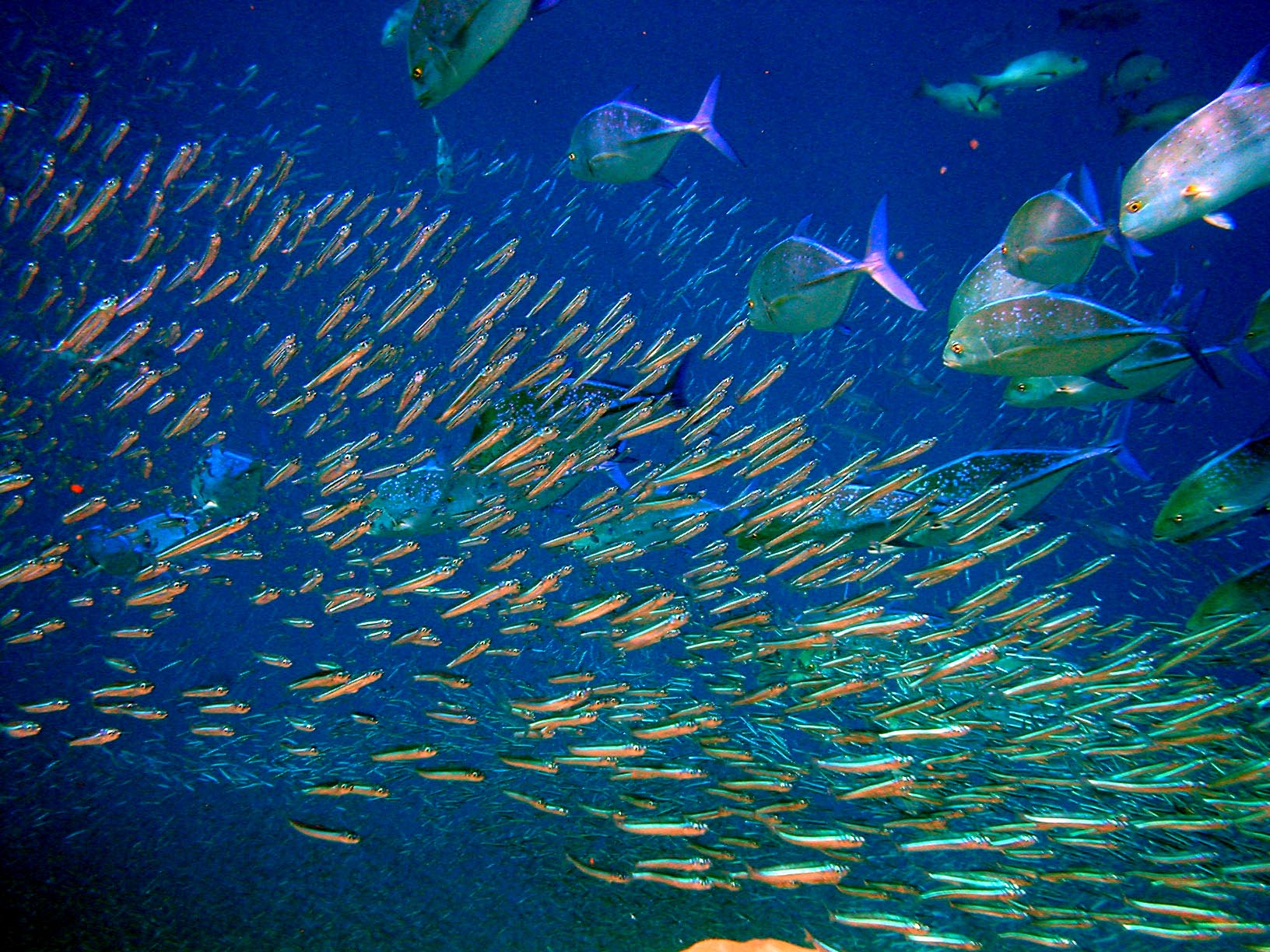
一群藍鰭鰺包圍獵物

本魚常出現在有清晰淡水注入的沙質海岸或附近的岩石海岸，因係利用銳利的視覺以捕捉獵物，故混水區不見其蹤跡。藍鰭鰺是一種快速游動的掠食性魚類，在清晨及黃昏捕食，通常是利用快速游泳，衝向獵物群，捕捉落單的個體，或是躲在大型珊瑚礁石，伺獵物接近時，衝向獵物，主要是以魚類為食。兩項關於夏威夷成魚的研究發現，魚類是該物種的主要食物類型，佔胃內容物重量的95％以上。頭足類動物（主要是章魚或魷魚)和各種甲殼類動物也被少量攝取，最常見的是蝦、螃蟹。幼魚及稚魚會成群活動，成魚通常單獨活動。成魚體長約達到30到40公分之間，大約2歲時達性成熟，夏威夷的一項研究表明成熟的平均長度約為35公分。兩性之間成熟的長度也存在差異，雌魚平均成熟度為32.5公分，而雄魚平均成熟度為35公分。物種的性別比例因地點而異，東非的人口偏向雄魚（M：F = 1.68：1），而在夏威夷則相反(M：F比率為1：1.48)。產卵發生的月份也因地點而異，非洲族群在9月至3月間繁殖，而在夏威夷，這種情況發生在4月至11月，5月至7月達到高峰。本種是一個多產卵物種，能夠每年至少產卵8次，雌魚每年可產卵600多萬枚。這些卵是浮游的和球形的，直徑在0.72和0.79公厘之間。

## 經濟利用

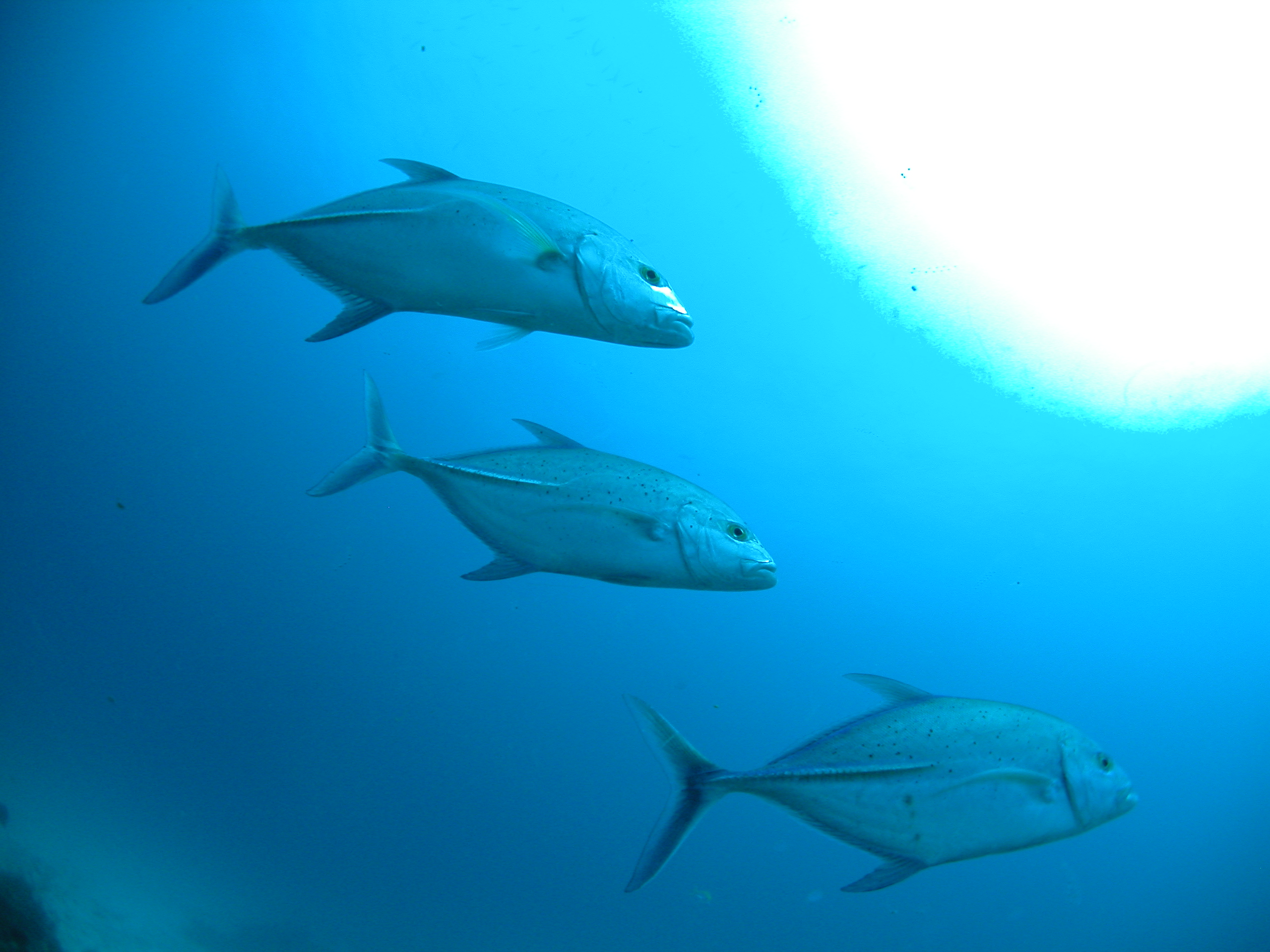
在泰國海域珊瑚礁巡游的藍鰭鰺

本魚是商業漁業和垂釣者的重要物種，並在各地進行水產養殖試驗。其捕撈統計數據報告很少，只有部分西印度洋向糧農組織提供信息。在該地區，捕撈量在過去十年中波動在2至50噸之間。在夏威夷該物種的近岸種群自20世紀初以來一直在下降，商業上岸量從1990年到1991年下降超過300％，並且沒有恢復，因此在夏威夷出售的藍鰭鰺大部分現在都是從其他印度太平洋國家進口。本種利用各種捕網和捕撈方法以及商業漁業中的鉤和線捕獲，它通常以新鮮，冷凍或鹽醃的形式出售，老成魚肉硬，適合作生魚片，中型魚紅燒、煮湯均美味，惟具有雪卡魚毒的紀錄。